# Josef Masařík
Josef Masařík (26. listopadu 1895 Marefy u Bučovic – 1980 Zlenice) byl český legionářský spisovatel.

## Životopis
Narodil se 26. 11. 1895 v Marefách u Bučovic. Jeho otec byl zednický polír Ignác Masařík, matka Božena, rozená Hanáková. Josef Masařík absolvoval nižší reálku a varhanickou školu a stal se varhaníkem. Politickým zaměřením byl realista.

### 1. světová válka
Do rakousko-uherské armády byl povolán 15. 3. 1915 k 14. zem. pluku a v 1. světové válce na ruské frontě byl 5. 6. 1915 zajat (Sadová Višna). Místem jeho posledního pobytu v zajetí byl Naděždinský závod v Permské gubernii. Do československého vojska byl coby dobrovolec zařazen 10. 8. 1917 v Borispolu do 6. roty 6. střeleckého Hanáckého pluku jako střelec. 3. 3. 1918 nastoupil pochod k přepravě čs. armádního sboru na francouzské bojiště. Na cestě se zúčastnil bojů s Němci u Bachmače (10.–13. 3 1918) a se sovětskými vojsky na západním bojišti (5. 8. 1918 – 15. 1. 1919). V legiích byl redaktorem legionářského časopisu Hanák. Z římskokatolické církve vystoupil 5. 4. 1919. 23. lodním transportem "Pres Grand I" 20. 6. 1920 se vrátil do vlasti (československé hranice překročil 19. 6. 1920) a byl jmenován poručíkem. Byla mu udělena Medaile čsl. revoluční a Medaile spojenecká, 16. 1. 1929 Medaile vítězství a byl kpt. Památníku odboje.

### 1. republika
Josef Masařík se znal již na Rusi se členy tamních legionářských redakcí. Literární činnosti se věnoval i po návratu do vlasti. Stal se redakčním tajemníkem (ve skutečnosti však hlavním redaktorem) legionářského čtrnáctideníku Legionářské besedy.
Dne 6. září 1921 se v Brně oženil s Hedvikou Lamzrovou.
Přes literární práci se seznámil se spisovatelem Janem Weissem, se kterým se pak pravidelně stýkal až do roku 1934 a později i po válce. Weiss přispíval do Legionářských besed a Josef Masařík mu umožnil být veden jako člen redakčního kruhu, v jehož čele byl básník a spisovatel Rudolf Medek, tehdy ředitel Památníku odboje v Praze. Josef Masařík pak v onom úřadě byl jeho pobočníkem.
Kolem Rudolfa Medka se záhy utvořila skupina spřízněných duší, do níž patřil další redaktor Legionářských besed J. O. Novotný, zvaný „Jóťas“, „Jakub“ Jan Weiss, podobně jako Josef Masařík v této důvěrné trojici býval „Julkem“, Medek pak byl, už jako v legiích, všeho toho „bárin“. Hlavním tématem při častých schůzkách byly záležitosti literární a hlavní slovo míval při nich často kritik Josef Antonín Novotný, který přinášíval zprávy z redakce časopisu Cesta, ale i o různých literárních osobnostech. Medek Masaříka a Weisse uvedl do literárního odboru Umělecké besedy, kde je přihlásil za členy. Podobně je přihlásil za členy Kruhu českých spisovatelů.
Jako legionáře znal Josef Masařík Ladislava Plechatého, legionářského spisovatele a úředníka ministerstva zahraničí; ten byl také redaktorem beletristické přílohy legionářského deníku Národní osvobození, ve kterém Masařík otiskoval některé své práce. Ladislav Plechatý byl také zaměstnán v tehdejším Radiojournalu a požádal Weisse i Masaříka, aby do jeho relací přispěli krátkými (zvukovými) příspěvky. Přátelství bylo pak dovršeno také tím, že Masařík a Plechatý byli svědky na Weissově svatbě a Jan Weiss byl svědkem (kmotrem) při úředním zápisu o narození Masaříkovy dcery Evy v únoru 1928, přičemž slíbil věnovat jí všechny své knihy, které již napsal a které ještě napíše.[zdroj?]
Na podzim roku 1934 byl Masařík kvůli Medkovým výstřednostem[zdroj?] služebně přeložen do Mukačeva a v r. 1936 zpět do Prahy (do Vojenského ústavu vědeckého) a s Weissem se již téměř nestýkal, což bylo důsledkem přání Ministerstva národní obrany, aby se Masařík nestýkal s Medkem.[zdroj?]

### Po válce a únoru 1948
Styky s Weissem Masařík obnovil až po osvobození republiky v květnu 1945, a to opět v Literárním odboru Umělecké besedy. Chodil do Besedy pravidelně (jednou týdně) a Weiss také. Překvapil Masaříka tiskovou glosou k jeho padesátinám, která byla uveřejněna ve 2. čísle nového časopisu Literárního odboru Umělecké besedy Doba.
V té době měla v Ottově nakladatelství vyjít románová práce Josefa Masaříka Janáčkův žák o Leoši Janáčkovi (byla i pro trh ohlášena v jeho nakladatelském měsíčníku), jejímu vydání se však do cesty kladly překážky (nedostatek papíru, hotová sazba byla dokonce rozmetána pro Masaříkovu nemoc). Ottovo nakladatelství bylo brzy nato převzato novou (1948) vojenskou správou a přeměněno ve vydavatelství Naše vojsko, přičemž bylo Masaříkovi sděleno, že rukopis Janáčkova žáka byl odeslán ministerstvu osvěty a kultury, jež mu však o něm nepodalo nijakých zpráv. Když pak duplikátní rukopis zaslal jinému nakladatelství, dozvěděl se, že práce vydána být nemůže pro jisté vážné důvody, z čehož vyrozuměl, že „tendence“ práce nevyhovuje potřebám doby, neboť v práci vystupuje Janáček jako ředitel varhanické školy, jako učitel církevní skladby, z čehož vysvítal i jeho vroucí poměr k tomuto druhu skladby. Josef Masařík pak dalších pokusů o vydání obsáhlého Janáčkova žáka zanechal. Rukopis románu existoval ještě v roce 1977, ale při likvidaci písemností ho Josef Masařík zničil.

## Dílo
- Soud. Ml. Boleslav : Karel Vačlena, 1924
- Dobrovolně (Prósy z let 1920–1924). Praha : Ladislav Kuncíř, 1927
- Červená daň. Praha : Nakladatel Jos. R. Vilímek, 1929[5]
- Janáčkův žák. nedochovaný rukopis